# Trigonella spruneriana
Trigonella spruneriana — вид квіткових рослин родини бобових (Fabaceae).

## Біоморфологічна характеристика
Рослина густо чи помірно волосиста, переважно розгалужена від основи. Стебла лежачі, висхідні чи прямовисні, 5–30 см. Прилистки ланцетно-шилоподібні, цілокраї. Листочки від обернено-яйцеподібних до спинно-клиноподібних, зубчасті, 5–20 × 3–15 мм. Квіток по 5–12. Чашечка дзвоноподібна, 2.5–4 мм, трубка 1.5–2.2 мм; зуби трикутні, нерівні. Віночок жовтий, 4–7 мм. Боби лінійні, дугасті, 10–25 × 1.5–2.5 мм, є дзьоб, кінчик якого злегка гачкуватий. Насіння 3-4, довгасте, 2.5 × 1.25 мм, дрібнобугорчасте.

## Поширення
Кіпр, Греція (у т. ч. Східно-Егейські острови), Іран, Ірак, Ліван-Сирія, Палестина, Південний Кавказ, Туреччина, Туреччина в Європі, Туркменістан.
В Україні вид росте у гірському Криму (південно-західна частина), дуже рідко.